# رايلسك
رايلسك (بالروسية: Рыльск) هي إحدى مدن روسيا في الكيان الفدرالي الروسي كورسك أوبلاست.